# Condado de Stevens (Minnesota)
El condado de Stevens (en inglés: Stevens County), fundado en 1862 y con nombre en honor al pionero Isaac Ingalls Stevens, es un condado del estado estadounidense de Minnesota. En el año 2000 tenía una población de 10.053 habitantes con una densidad de población de 7 personas por km². La sede del condado es Morris.

## Geografía
Según la oficina del censo el condado tiene una superficie total de 1490 km² (575,3 mi²), de los que 1456 km² (562,2 mi²) son tierra y 34 km² (13,1 mi²) (2,29%) son agua.

## Condados adyacentes
- Condado de Grant - norte
- Condado de Douglas - noreste
- Condado de Pope - este
- Condado de Swift - sur
- Condado de Big Stone - suroeste
- Condado de Traverse - noroeste

### Principales carreteras y autopistas
- U.S. Autopista 59
- Carretera estatal 9
- Carretera estatal 28
- Carretera estatal 329

## Demografía
Según el censo del 2000 la renta per cápita media de los habitantes del condado era de 37.267 dólares y el ingreso medio de una familia era de 47.518 dólares. En el año 2000 los hombres tenían unos ingresos anuales 32.045 dólares frente a los 21.681 dólares que percibían las mujeres. El ingreso por habitante era de 17.569 dólares y alrededor de un 13,60% de la población estaba bajo el umbral de pobreza nacional.

## Ciudades y pueblos
- Alberta
- Chokio
- Donnelly
- Hancock
- Morris